# Listă de filme canadiene din 2001
Aceasta este o listă de filme canadiene din 2001:

## Lista
| Titlu                       | Regizor          | Actori                                       | Gen                      | Note                                                                                        |
| --------------------------- | ---------------- | -------------------------------------------- | ------------------------ | ------------------------------------------------------------------------------------------- |
| The Art of Woo              | Helen Lee        | Sook-Yin Lee, Adam Beach                     | comedie romantică        |                                                                                             |
| Avalanche Alley             | Paul Ziller      | Ed Marinaro, Nick Mancuso                    | aventură, Drama          |                                                                                             |
| Atanarjuat                  | Zacharias Kunuk  | Natar Ungalaaq                               | Drama                    | primul film artistic produs de Inuit, prezentat la Festivalul de Film de la Cannes din 2001 |
| Century Hotel               | David Weaver     | Lindy Booth, Colm Feore                      | Drama, Mystery, dragoste |                                                                                             |
| Druids                      | Jacques Dorfmann | Christopher Lambert, Klaus Maria Brandauer   | istoric, aventură        |                                                                                             |
| Jesus Christ Vampire Hunter | Lee Demarbre     |                                              | acțiune-comedie, groază  | Santa Cruz-Best Sci-Fi                                                                      |
| Last Wedding                | Bruce Sweeney    | Benjamin Ratner                              | comedie                  |                                                                                             |
| Lost and Delirious          | Léa Pool         | Jessica Paré                                 | dramatic                 |                                                                                             |
| Nuit de noces               | Émile Gaudreault |                                              |                          |                                                                                             |
| See Spot Run                | John Whitesell   | David Arquette, Angus T. Jones, Paul Sorvino | comedie                  |                                                                                             |
| The Shipment                | Alex Wright      | Matthew Modine, Elizabeth Berkley            | dramatic - polițist      |                                                                                             |
| Trains of Winnipeg          | Clive Holden     |                                              | film serial scurt        |                                                                                             |
| Treed Murray                | William Phillips | David Hewlett, Clé Bennett                   | dramatic                 |                                                                                             |
| Westray                     | Paul Cowan       |                                              | film documentar          | Genie Award for Best Documentary                                                            |
| Wolf Girl                   | Thom Fitzgerald  |                                              |                          |                                                                                             |